# Ruperto Belderrain Vicuña
Ruperto Belderrain Vicuña   (Urnieta, 26 de març de 1852 - 7 de desembre de 1924) va ser un compositor basc.
Va ser deixeble d'Emilio Arrieta a la Escuela Nacional de Música, ara Real Conservatorio Superior de Música de Madrid. L'any 1877, va obtenir el primer premi de Composició en un concurs d'aquesta Escola.
Es conserven obres seves a l'arxiu de ERESBIL (Archivo Vasco de la Música); dues peces religioses per a cor a una veu i acompanyament, d’estil eclèctic, probablement dirigides a corals no professionals o amateurs.
A Catalunya, es conserven obres seves al Fons de la basílica de Santa Maria d'Igualada i al Fons de l'església parroquial de Sant Esteve d'Olot.